# ロマン・ヤコブレフ
ロマン・ニコラエヴィチ・ヤコブレフ（ロシア語: Роман Николаевич Яковлев, 1976年8月13日 - ）は、ロシアの男子バレーボール選手。ウクライナ・ハルキウ出身。ポジションはオポジット。元ロシア代表。

## 来歴
1995年、ウクライナのクラブからロシアスーパーリーグのベロゴリエ・ベルゴロドへ入団し、2度のリーグ優勝と4度のロシアカップ優勝を経験する。1999年からイタリアでプレーし、2000年にセリエAの最優秀選手に選出、モデナ在籍時の2002年にリーグ優勝を飾った。2004年にロシアへ戻り、イスクラ・オジンツォボへ移籍した。
ナショナルチームのオポジットとしても活躍し、ロシア代表として出場した1998年ワールドリーグでベストサーバー賞を受賞、1999年ワールドカップでは金メダルを獲得するとともにMVP、ベストスパイカー賞を受賞した。翌2000年シドニーオリンピックに出場し、銀メダルを獲得した。
また、2002年ワールドリーグ初優勝にも貢献し、2002年世界選手権で銀メダルを獲得した。
2011年に代表復帰し、2011年ワールドカップで金メダルを獲得した。

## 球歴
ナショナルチーム代表歴
- オリンピック - 2000年（銀メダル）
- 世界選手権 - 1998年（5位）、2002年（銀メダル）
- ワールドカップ - 1999年（金メダル）、2011年(金メダル)
- ワールドリーグ - 2002年（優勝）、1998年、2000年（準優勝）
- 欧州選手権 - 2003年（3位）

クラブチーム優勝歴
- ロシアリーグ - 1997年、1998年、2014年
- ロシアカップ - 1995年、1996年、1997年、1998年
- セリエA1 - 2002年

## 所属クラブ
- ユラカデミヤ・ハリコフ（1992-1995年）
- ベロゴリエ・ベルゴロド（1995-1999年）
- バレー・フォルリ（1999-2000年）
- パッラヴォーロ・モデナ（2000-2004年）
- イスクラ・オジンツォボ（2004-2005年）
- ファケル・ノヴィ・ウレンゴイ（2005-2008年）
- ディナモ・ヤンタリ・カリーニングラード（2008-2009年）
- ディナモ・モスクワ（2009-2011年）
- ディナモ・クラスノダール（2011-2012年）
- イスクラ・オジンツォボ（2012-2013年）
- ゼニト・カザン（2013-2014年）
- ウラル・ウファ（2014年）
- VKノヴァ（2015年）